# Zwettl (Propstei)
Die Herrschaft Zwettl (Propstei) war eine Grundherrschaft im Viertel ober dem Manhartsberg im Erzherzogtum Österreich unter der Enns, dem heutigen Niederösterreich.

## Ausdehnung
Die Herrschaft mit der Gülte Haugsdorf umfasste zuletzt die Ortsobrigkeit über Koppenzeil, Kleingundholz sowie Brunnhöfen und verfügte über zerstreute Untertanen in fünf Ämtern und 16 Pfarreien. Der Sitz der Verwaltung befand sich in der Propstei in Zwettl.

## Geschichte
Letzter Inhaber der Stiftungsfondsherrschaft war die k.k. Theresianische Ritterakademie in Wien. Die Herrschaft wurde in den Reformen 1848/1849 aufgelöst.